# 光ヶ丘女子高等学校
光ヶ丘女子高等学校（ひかりがおかじょしこうとうがっこう、英: Hikarigaoka Girls' High School）は、愛知県岡崎市大西町奥長入にある私立高等学校。カトリック系女子修道会である聖ドミニコ宣教修道女会を設立母体とする、学校法人聖カタリナ学園が運営するミッションスクールである。

## 沿革
- 1963年（昭和38年）4月 - 開校。
- 1966年（昭和41年）1月 - 校歌制定。
- 1993年（平成05年）4月 - 普通科に国際コースを新設。
- 1999年（平成11年）4月 - 普通科に文理コース・福祉コースを新設。
- 2007年（平成19年）10月 - 吹奏楽部が全日本吹奏楽コンクールで金賞を受賞（自由曲：バッハの名による幻想曲とフーガ）。
- 2008年（平成20年）4月 - 普通科国際コースを国際教養科に改組。
- 2013年（平成25年）3月15日 - 体育館（聖ドミニコホール）が落成[1]。
- 2017年（平成29年）12月24日 - 全国高等学校駅伝競走大会に陸上部が初出場し11位を記録[2]。
- 2019年（令和元年）12月20日 - 吹奏楽部が国際賞「サドラー・フラッグ・オブ・オナー（サドラー賞）」を日本で初めて受賞した[3]。

## 概要
カトリック的世界観に基づき、聖母マリアと聖カタリナを模範とした人物の育成を方針としている。校訓は「誠実・純潔・奉仕」。
学校敷地内には御堂と修道院がある他、自宅からの通学が困難な生徒や、部活動などで下校時間が遅くなる生徒のために寮が用意されている。
始業・昼食前後・終業時にはお祈りの放送がある。始業時はお祈りの前に放送で聖書の一節の朗読と聖歌を各クラスで合唱する。
授業の科目として宗教があり、テストの成績は査定等にも含まれる。

## 設置学科
- 普通科
  - 文理コース（文系クラスと理系クラス）
  - 福祉コース（福祉クラス）
- 国際教養科

## 海外留学
国際教養科・普通科より、年間合計50名ほどが海外留学する。主な留学先は世界各国にあるカトリック系の姉妹校や、学校が提携している語学学校である。留学を終えて帰国した生徒は、そのまま進級する生徒もいるが、原級留置によって1つ下の学年に合流する生徒の方が多い。
また、国際教養科には2年次の夏を海外研修プログラムに充てている。

## 主な行事
- 4月 - 入学式、新入生歓迎会
- 5月 - 校内球技大会、聖母月ミサ
- 6月 - 芸術鑑賞会、生徒会役員選挙
- 7月 - 2年国際コース海外語学研修
- 9月 - 文化祭、体育大会
- 10月 - 2年文理福祉クラス研修旅行、1年練成会
- 11月 - 死者の冥福を祈るミサ
- 12月 - 合唱コンクール、クリスマスミサ、クリスマスページェント
- 2月 - 予餞会、卒業式

## 部活動

### 実績
ダンス部
『夏の日本高校ダンス部選手権』で2015年（平成27年）にビッグクラス準優勝、2016年（平成28年）にスモールクラス優秀賞、2019年（令和元年）11月4日の第1回「高校ダンス部グランプリ決定戦」でグランプリになる。
陸上部
1991年世界陸上競技選手権大会に、3年生の天野恵子が1600メートルリレー走で出場して日本新記録となる。
2017年（平成29年）12月24日の全国高等学校駅伝競走大会で11位を記録した。
吹奏楽部
全日本吹奏楽コンクールで2007年（平成19年）度と2012年（平成24年）度と2021年（令和3年）度に金賞を受賞した。
合唱部
雨森文也を合唱指揮者に2011年（平成23年）から2017年（平成29年）まで全日本合唱コンクール全国大会に出場し、金賞4回、銀賞2回、銅賞1回となり2013年（平成25年）は文部科学大臣賞とカワイ奨励賞も受賞した。
その他
放送部や和紙工芸、アニメイラスト、英会話などの文化部も全国大会に出場している。
- バスケットボール部
- ダンス部
- 陸上部
- バレーボール部
- 卓球部
- テニス部
- ソフトボール部
- ソフトテニス部
- バドミントン部
- 剣道部
- 吹奏楽部
- 合唱部
- 箏曲部
- 演劇部
- 家庭科部
- エンジェル部
- 放送部
- 和紙工芸部
- パソコン部
- 書道部
- 茶道部
- 英会話部
- 美術部
- 写真部
- アニメ・イラスト部
- 華道部
- 点訳部

・百人一首部

## 進路
カトリック系高等学校のため、カトリック系大学の進学が比較的多い。県内では特に南山大学への進学が多い。愛知県内の大学が多いが、最近は関東・関西圏の大学への進学も見られる。
系列校である聖カタリナ大学への特別枠がある。
また、家庭状況には関わらず就職の選択肢は無く、特別枠を用いて必ずどこかの大学へ進学させる。

## 著名な出身者
- 神野三枝 - タレント
- 珠城りょう - 元宝塚歌劇団
- 川島葵 - アナウンサー
- 近藤圭都 - ファッションモデル
- 小林由希子 - 劇団四季
- 大場美和 - フリークライマー
- 山本有真 - 陸上競技

## アクセス
- 男川駅から徒歩で10分。
- 名鉄バス（【25】竜美丘・日名町線）「光ヶ丘」停留所下車、徒歩ですぐ。

## 系列校
- 聖カタリナ大学
- 聖カタリナ大学短期大学部
- 聖カタリナ学園高等学校
- 京都聖カタリナ高等学校
- 聖マリア幼稚園
- 聖家族幼稚園
- 聖カタリナ幼稚園
- ロザリオ幼稚園
- 聖カタリナ大学短期大学部附属幼稚園